# Vincenzo Acampora
Vincenzo Acampora (* 7. Juli 1911 in Neapel; † 19. Januar 1975) war ein italienischer Musikpädagoge, Komponist und Dirigent.

## Leben
Vincenzo Acampora war 1945 Lehrer am Conservatorio San Pietro a Majella in Neapel und Dirigent am Teatro Gloria di Napoli. 1948 wurde ihm die „Maschera d'argento“ verliehen. 1960 organisierte er das Piedigrotta Acampora Festival in Neapel. Bekannt er wurde durch die von ihm komponierten Canzonen, die in den 1940er und 1950er Jahren in Italien eine gewisse Popularität erreichten.

## Werke (Auswahl)
- Calamita d'Oro. Canzone. Text: Vincenzo de Crescenzo, 1948, eingespielt von Claudio Villa und dem Orchester Andry im No 1115342218 ember 1948 auf Parlophon[1]
- Magia
- Sole d'oro, gesungen von Claudio Villa  OCLC 1115335219
- Pesca Pascá. Ritmo Allegro. Text: Raimondo Dura, eingespielt von Marino Marini und seinem Quartett 1955 auf der LP Allegri ballabili und 1958 auf der LP Bonjour Paris, beide beim italienischen Label Durium
- Vierno, Slow, 1955. Text: Armando De Gregorio.
  - 1955 eingespielt von Piero Umiliani und seinem Orchester auf der LP Dixieland in Naples bei RCA[2]
  - 2002 eingespielt beim Label Deutsche Grammophon von Josep Carreras und dem Ensemble Wien auf der CD José Carreras - Malinconia d'amore,
- Asso 'e coppe, eingespielt von Sergio Bruni (1921–2003) e i suoi Cadetti, 1957 OCLC 1116355529
- Serenata A Carolina. Text: Raimondo Dura, 1957
  - Eingespielt von Sergio Bruni e i suoi Cadetti, 1957 OCLC 1116355529
  - 1958 in einem Arrangement von Enzo Gallo vom Quartetto Enzo Gallo auf Come prima beim Label La Voz De Su Amo der Compañia del Gramofono-Odeon, S.A.E., Barcelona
- 'E Celeste, Text: Enzo Bonagura (1900–1980), 1958 von Giorgio Consolini mit einem Orchester unter der Leitung von Vigilio Piubeni (1912–1999) beim Label Parlophon
- Margerite ’e fuoco, Text: Vincenzo de Crescenzo, 1958 eingespielt von Sergio Bruni e i suoi cadetti
- Mille vase, Text: Ida Capocci, 1959 eingespielt von Sergio Bruni e i suoi cadetti beim Label Pathé
- Palomma 'e campagna, 1961 eingespielt von Sergio Bruni e i suoi cadetti OCLC 1115342218
- Natale 'Ngalera, Text: P. Gallifuoco, eingespielt von Mario Merola OCLC 1115397656